# Vulbi
Vulbi este o arie protejată (arie specială de conservare — SAC, sit de importanță comunitară — SCI) din Estonia întinsă pe o suprafață de 11 ha, integral pe uscat.

## Localizare
Centrul sitului Vulbi este situat la coordonatele 59°11′07″N 25°41′24″E / 59.1853°N 25.69°E.

## Înființare
Situl Vulbi a fost declarat sit de importanță comunitară în aprilie 2004 pentru a proteja 1 specie de plante. Situl a fost protejat și ca arie specială de conservare în august 2004.

## Biodiversitate
Situată în ecoregiunea boreală, aria protejată conține 2 habitate naturale: Păduri de conifere pe eskere fluvioglaciare sau legate la acestea, Păduri caducifoliate de mlaștină fino-scandinave.
La baza desemnării sitului se află o specie protejată de  plante: dedițelul (Pulsatilla patens).
Pe lângă speciile protejate, pe teritoriul sitului au mai fost identificate 3 specii de plante.